# Sinești (Vâlcea)
Sineşti es una comuna ubicada en el distrito Vâlcea, Rumania.

## Superficie
Posee una superficie de 41,46 kilómetros cuadrados.

## Demografía
Hasta 2021 la población era de 2181 habitantes, con una densidad de población de 52,60 habitantes por kilómetro cuadrado.